# Per la Vall d'Aosta
Per la Vall d'Aosta (Pour la Vallée d'Aoste, PVdA) fou un partit polític de la Vall d'Aosta d'orientació social-liberal i cristiana d'esquerres. Fou fundat el 1993 per Cesare Dujany, antic cap dels Demòcrates Populars, i Ilario Lanivi, líder dels Autonomistes Independents.
A les eleccions regionals de la Vall d'Aosta de 1993 va obtenir el 4,3% dels vots i dos diputats regionals. El 1998 PVdA s'uní als Autonomistes. A les eleccions legislatives italianes de 1994 Dujany fou reelegit al Senat d'Itàlia en una llista conjunta amb la Unió Valldostana.